# 이상홍 (배우)
이상홍(1977년 2월 27일 ~ )은 대한민국의 배우이다.

## 학력
- 한양대학교 연극영화학

## 출연 작품

### 드라마
- 2025년 Disney+ 《트리거》 … 이철규 역
- 2023년 KBS 《고려 거란 전쟁》 ... 야율분노 역
- 2021년 tvN 《배드 앤 크레이지》 ... 도인범 역
- 2018년 JTBC 《스케치》 ... 강도식 역
- 2017년 tvN 《크리미널 마인드》 ... 한기찬 역
- 2017년 MBC 《도둑놈, 도둑님》
- 2017년 SBS 《조작》
- 2017년 JTBC 《맨투맨》
- 2017년 tvN 《시카고 타자기》
- 2017년 KBS 《그 여자의 바다》
- 2017년 OCN 《보이스》
- 2017년 MBC 《미씽나인》 ... 서동민 기자 역
- 2014년~2015년 KBS2 《가족끼리 왜 이래》 ... 경찰 역
- 2014년 tvN 《꽃할배 수사대》 ... 김중은 역
- 2014년 KBS 《정도전》 ... 마름 역
- 2012년 KBS2 《세상 어디에도 없는 착한남자》 ... 경찰 역
- 2010년 SBS 《아테나: 전쟁의 여신》
- 2009년 KBS 《다 줄거야》
- 2007년 MBC 드라마넷 《별순검》
- 2007년 KBS 《얼렁뚱땅 흥신소》 ... 배진만 역
- 2007년 MBC 《9회말 2아웃》
- 2007년 KBS 《꽃피는 봄이 오면》
- 2007년 KBS 《특수수사일지: 1호관 사건》

### 영화
- 2021년 《미션 파서블》 ... 도끼파 행동대장 역
- 2018년 《국가부도의 날》 ... 기러기 아빠 한보직원 역
- 2018년 《안시성》 ... 이도종 역
- 2018년 《원더풀 고스트》 ... 취객 역
- 2017년 《남한산성》 (2017년) ... 청장수 역
- 2016년 《범죄의 여왕》 ... 구남 역
- 2015년 《연평해전》 ... 북한군 흉터 역
- 2014년 《빅매치》 ... 김형사 역
- 2014년 《두근두근 내 인생》 ... 코치 역
- 2014년 《신의 한수》 ... 떡대 2 역
- 2012년 《타워》 ... 여의도 1조 역
- 2012년 《5백만불의 사나이》 ... 황 형사 역
- 2011년 《최종병기 활》 ... 조선 국경장교 역
- 2010년 《심야의 FM》 ... 양복남 역
- 2010년 《아저씨》 ... 국정원 1 역
- 2010년 《귀》 ... 남자 유령 역
- 2009년 《시크릿》 ... 칼자국 역
- 2009년 《집행자》 ... 조폭 재소자 역
- 2009년 《도시락》 ... 유영빈 역
- 2008년 《초감각 커플》 ... 나쁜 형사 역
- 2008년 《그녀는 예뻤다》 ... 탱고 조폭 역
- 2008년 《마지막 선물》 ... 건달 역
- 2007년 《권순분 여사 납치사건》 ... 유형식 역
- 2007년 《황진이》 ... 놈이 부하 1 역
- 2006년 《이브의 유혹 - 엔젤》 ... 제비 역
- 2006년 《두뇌유희 프로젝트, 퍼즐》 ... 석구 역
- 2006년 《한반도》 ... 낭인 역
- 2006년 《흡혈형사 나도열》 ... 행동대장 역
- 2005년 《무영검》 ... 흑별방 1 역
- 2005년 《말아톤》 ... 지하철 청년 역
- 2004년 《썸》 ... 야구 모자 역
- 2004년 《귀신이 산다》 ... 귀신들린 남자 역
- 2003년 《실미도》 ... 재용 역
- 2003년 《거울 속으로》 ... 임준석 역
- 2002년 《광복절 특사》 ... 상홍 역

## 연극
- 늘근도둑 이야기[1]